# روکا دی کامبیو
روکا دی کامبیو (به ایتالیایی: Rocca di Cambio) یک کومونه در ایتالیا است که در استان لاکویلا واقع شده‌است. روکا دی کامبیو ۲۷٫۵۹ کیلومتر مربع مساحت و ۵۳۸ نفر جمعیت دارد و ۱٬۴۳۴ متر بالاتر از سطح دریا واقع شده‌است.

## خواهرخوانده
شهر Saas-Fee خواهرخواندهٔ روکا دی کامبیو هست.